# Tribune Tower
Tribune Tower är en 34 våningar hög skyskrapa i Chicago, Illinois. Byggnaden är 141 meter hög, byggd i en nygotisk stil och färdigställdes 1925. Byggnaden används som kontor och tidningen Chicago Tribune har sitt huvudkvarter här.

Chicago Tribune utlyste 1922 en arkitekttävling inför byggandet av skyskrapan, vilken vanns av arkitekterna John Mead Howells och Raymond Hood. Sedan 1989 är byggnaden klassad som ett Chicago Landmark, en typ av kulturminne.